# Rómulo Méndez Molina
Pour les articles homonymes, voir Méndez et Molina.
Rómulo Méndez Molina, né le 21 décembre 1938 à Cobán (Guatemala) et mort le 6 janvier 2022 au Kentucky (États-Unis), est un ancien arbitre guatémaltèque de football. Il débuta en 1970, devint arbitre international dès 1972 jusqu'en 1986.

## Carrière
Il a officié dans des compétitions majeures : 
- Coupe du monde de football des moins de 20 ans 1981 (1 match)
- Coupe du monde de football de 1982 (1 match)
- Coupe du monde de football de 1986 (1 match)